# あまいろショコラータ
『あまいろショコラータ』は、きゃべつそふとより2020年1月31日に発売された18禁美少女アドベンチャーゲームである。同年3月19日にSteam版が発売され、2024年3月28日にはヒューネックスのブランド「dramatic create」より新規イラストなどを追加したNintendo Switch版が発売。
タイトルの「あまいろ」は「甘色」、「ショコラータ」は「チョコレート」を意味する。

## あらすじ
夕渚町にあるカフェ「喫茶セタリア」で働いている少女たちは正体を隠して働いている獣人である。しかし、秋に夕渚町を訪れた少年・城川柚希は彼女たちの正体を見破る力を持つ数少ない人間であり、その秘密を知った彼は彼女たちと共に「喫茶セタリア」で働くことになる。

## 登場人物

### 主人公
城川柚希
身長：170cm
体重：57kg
誕生日：5月23日
血液型：O型
好きなもの：ゆったりした時間
嫌いなもの：特になし
種族：人間

### ヒロイン
雪村千絵莉（1のメインヒロイン）
声 - 藤咲ウサ
身長：145cm
体重：40kg
血液型：A型
スリーサイズ：B74（Aカップ）/W53/H77
誕生日：2月22日
学年：１年生
好きなもの：チョコレート
嫌いなもの：キウイ
種族：ロシアンブルー

天宮みくり（1のメインヒロイン）
声 - 八ッ橋しなもん
身長：154cm
体重：46kg
血液型：O型
スリーサイズ：B86（Dカップ）/W57/H86
誕生日：11月10日
学年：２年生
好きなもの：栗、お肉、チョコ入りコーヒー
嫌いなもの：トマト
種族：ポメラニアン
御園苺華（2のメインヒロイン）
声 - 月白まひる
身長：150cm
体重：43kg
血液型：AB型
スリーサイズ：B81（Cカップ）/W55/H80
誕生日：4月9日
学年：２年生
好きなもの：コーヒーと甘いもの（セットなのが大事）、いちごチョコ
嫌いなもの：わさび
種族：トイプードル

舞羽ナナ（2のメインヒロイン）
声 - 朔羅ことね
身長：157cm
体重：48kg
血液型：B型
スリーサイズ：B87（Eカップ）/W57/H83
誕生日：8月7日
学年：２年生
好きなもの：スナック菓子、ビターチョコ
嫌いなもの：梅干し
種族：アメリカンショートヘア

百々瀬かぐや（2から登場。2のメインヒロイン）
声 - 春咲さくら
身長：148cm
体重：42kg
血液型：A型
スリーサイズ：B73（Aカップ）/W54/H82
誕生日：3月3日
好きなもの：姉が作った和菓子、洋菓子、野菜
嫌いなもの：抹茶、コーヒー（要するに苦いもの）
種族：ホーランドロップ

百々瀬みつき（2から登場。3のメインヒロイン）
声 - 都とわ
身長：149cm
体重：43kg
血液型：O型
スリーサイズ：B78（Bカップ）/W55/H84
誕生日：9月15日
好きなもの：和菓子、お酒
嫌いなもの：洋菓子
種族：ホーランドロップ

コハナ（3から登場。3のメインヒロイン）
声 - 明羽杏子
身長：144cm
体重：37kg
血液型：B型
スリーサイズ：B82（Eカップ）/W53/H78
誕生日：6月7日
好きなもの：チョコレート、焼きチョコ、にぎり飯
嫌いなもの：キノコ、１人でいること
種族：ホッキョクオオカミ

## シリーズ
2021年5月28日に『あまいろショコラータ２』が発売。
2023年11月24日に『あまいろショコラータ３』を発売。

## 制作スタッフ
- シナリオ - 山蕗順平／しげた
- 原画 - しらたま／梱枝りこ
- ディレクター - しげた
- プロデューサー - SATOSHI
- 音楽 - 藤井稿太郎

## 主題歌

### 「あまいろショコラータ」
オープニングテーマ『きらめき＊Chocolaterie』
歌 - KyoKa
作詞 - KyoKa
作曲・編曲 - 藤井稿太郎
エンディングテーマ『Wish＊upon a Star』
歌 - KyoKa
作詞 - KyoKa
作曲・編曲 - 藤井稿太郎

### 「あまいろショコラータ２」
オープニングテーマ『ときめき＊Decoration』
歌 - KyoKa
作詞 - KyoKa
作曲 - 藤井稿太郎
編曲 - みう(MusikMagie)/藤井稿太郎

エンディングテーマ『虹色＊Sweetie』
歌 - KyoKa
作詞 - KyoKa
作曲 - 藤井稿太郎
編曲 - みう(MusikMagie)/藤井稿太郎

### 「あまいろショコラータ３」
オープニングテーマ『あまいろ＊TeaParty』
歌 - uniy
作詞 - KyoKa
作曲 - 藤井稿太郎
編曲 - 藤井稿太郎

2nd オープニングテーマ『アイトキ＊Cherishing』
歌 - KyoKa
作詞 - KyoKa
作曲 - 藤井稿太郎
編曲 - 藤井稿太郎

エンディングテーマ『純愛＊be in bloom』
歌 - KyoKa , uniy
作詞 - KyoKa
作曲 - 藤井稿太郎
編曲 - 藤井稿太郎

## コラボ
- アメイジング・グレイス -What color is your attribute?-
「発売４日前カウントダウン」にて、「ユネ」が「喫茶セタリア」の宣伝をする。なお、演技が苦手な「ユネ」は相変わらず、棒読みとなってしまう。また、「発売３日前カウントダウン」では、「サクヤ」が「アメイジング・グレイス -What color is your attribute?-」の宣伝をし、「苺華」にツッコミされている。
「あまショコ２発売３日前カウントダウン」にて、「サクヤ」が「かぐや」のドレスチェックをする。
- さくらの雲＊スカアレットの恋
「喫茶店の日」にて、「マイ」と「雪葉」がセタリアを訪れる。
- ジュエリー・ハーツ・アカデミア
「公式通販有償特典 描き下ろしB2Wスエードタペストリー」にて、メアがスイートテイルの制服を着ている。
「きゃべつそふとCafe販売 描き下ろしB2Wスエードタペストリー」にて、アリアンナと苺華がコラボ。

## 反響

### 売り上げ
Getchu.comの2020年1月セールスランキングで2位。

### 人気投票
月間げっちゅ投票「このゲームはプレイしとけ！」2020年01月発売タイトル4位を獲得した。
萌えゲーアワード2020の月間ランキング1位、年間ランキング12位、キャラクターデザイン金賞を獲得した。
『あまいろショコラータ2』は月間げっちゅ投票「このゲームはプレイしとけ！」2021年5月発売タイトル9位を獲得した。
『あまいろショコラータ2』萌えゲーアワード2021の月間ランキング1位を獲得した。